# Bến Tre (Stadt)
Bến Tre ist die Hauptstadt der Provinz Bến Tre in Vietnam. Sie liegt im Mekongdelta. Die Provinzstadt Bến Tre hatte 2019 eine Einwohnerzahl von 124.499. In der Kernstadt leben davon 63.373 und der Rest im ländlichen Umland. Die Stadt verfügt seit 2009 über das Stadtrecht und besitzt den Status einer Provinzstadt der 3. Klasse.
Bến Tre liegt 85 Kilometer südwestlich von Ho-Chi-Minh-Stadt auf der Insel Bảo und ist durch die Rạch-Miễu-Brücke mit den umliegenden Provinzen verbunden. Während der Tet-Offensive im Jahr 1968 wurde es durch antikommunistische Bombenangriffe fast zerstört.

## Verwaltungsreform 2025
Im Zuge einer umfassenden Verwaltungsreform beschloss die vietnamesische Nationalversammlung am 12. Juni 2025 die Zusammenlegung der zuvor eigenständigen Provinzen Bến Tre, Trà Vinh und Vĩnh Long zur neuen Großprovinz Vĩnh Long.
Die neue Provinz umfasst eine Fläche von 6.296,2 km² und zählt über 4,25 Millionen Einwohner. Der Verwaltungssitz bleibt die Stadt Vĩnh Long, die auch zuvor Hauptstadt der gleichnamigen Provinz war.
Mit der Reform verlor Bến Tre ihren Status als eigenständige Provinzhauptstadt. Die Stadt wird nun als Verwaltungseinheit unter der neuen Provinz geführt. Ihr Name, ihre städtische Struktur und ihre kulturelle Identität bleiben jedoch erhalten.
Bereits historisch war die Region Teil größerer Verwaltungseinheiten – zuletzt ab 1976 als Teil der ehemaligen Provinz Cửu Long, bevor diese 1991 wieder in Vĩnh Long und Trà Vinh aufgeteilt wurde.

## Sehenswürdigkeiten
Bến Tre gilt als ruhiges Reiseziel im Mekong-Delta und ist im Vergleich zu touristischen Zentren wie Ho-Chi-Minh-Stadt weniger stark vom internationalen Tourismus geprägt. Dennoch bietet die Stadt mehrere sehenswerte Orte und Ausflugsziele.
Zu den bekanntesten Sehenswürdigkeiten zählt die Insel Cồn Phụng, auch als „Phoenix Island“ bekannt. Sie liegt im Mekong und ist über Bootstouren zugänglich. Besucher erleben dort unter anderem Honigverkostungen, traditionelle Handwerkskunst und Paddelfahrten durch kleinere Seitenarme des Flusses.
Weitere Ziele in und um Bến Tre sind der Freizeitpark Văn Hóa & Thể Thao Lan Vương, das Einkaufszentrum Sense City sowie verschiedene Cafés entlang des Flussufers. Beliebt sind außerdem Ausflüge in die umliegenden Kokosnuss- und Obstplantagen der Region.

## Galerie

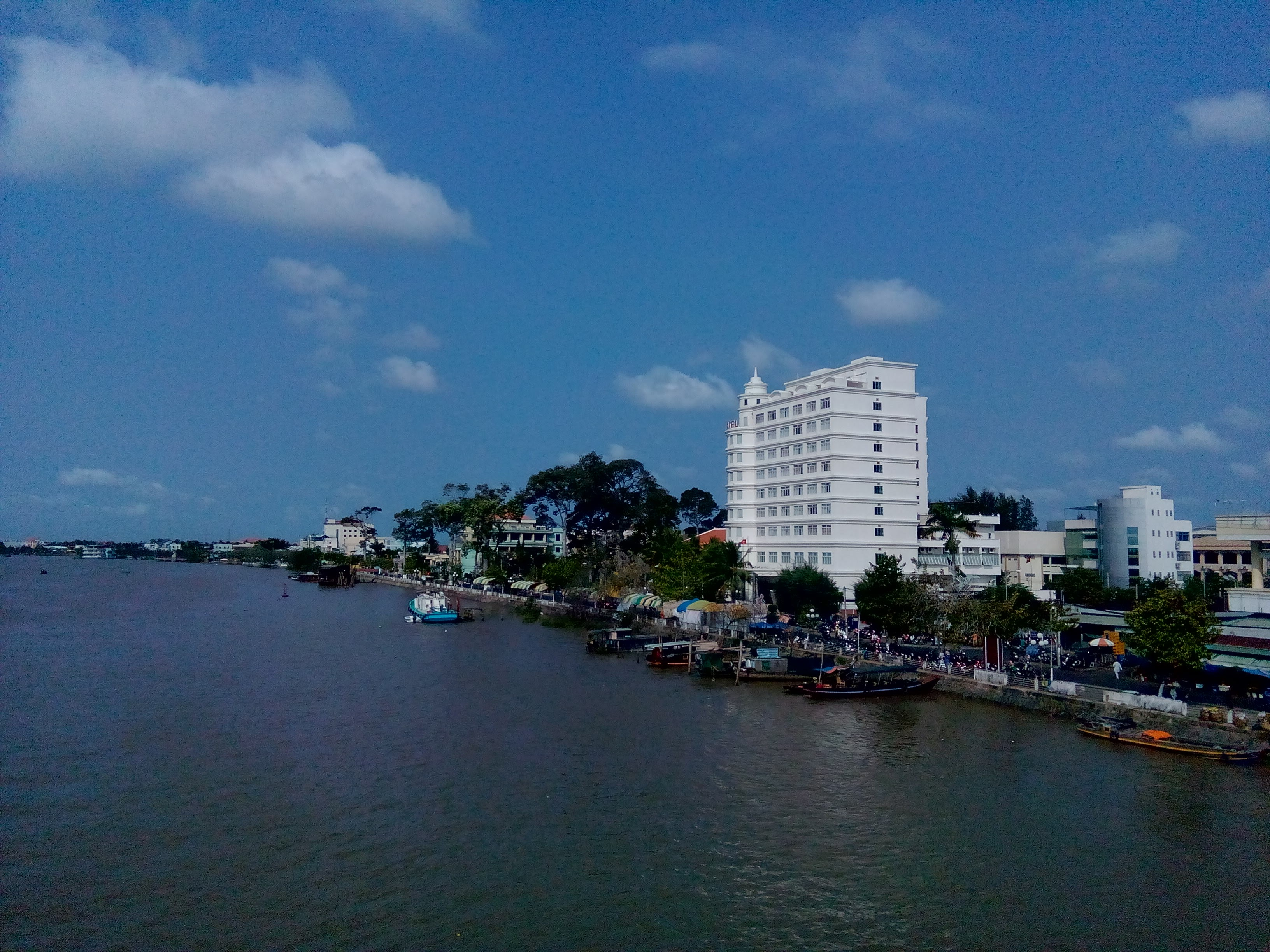
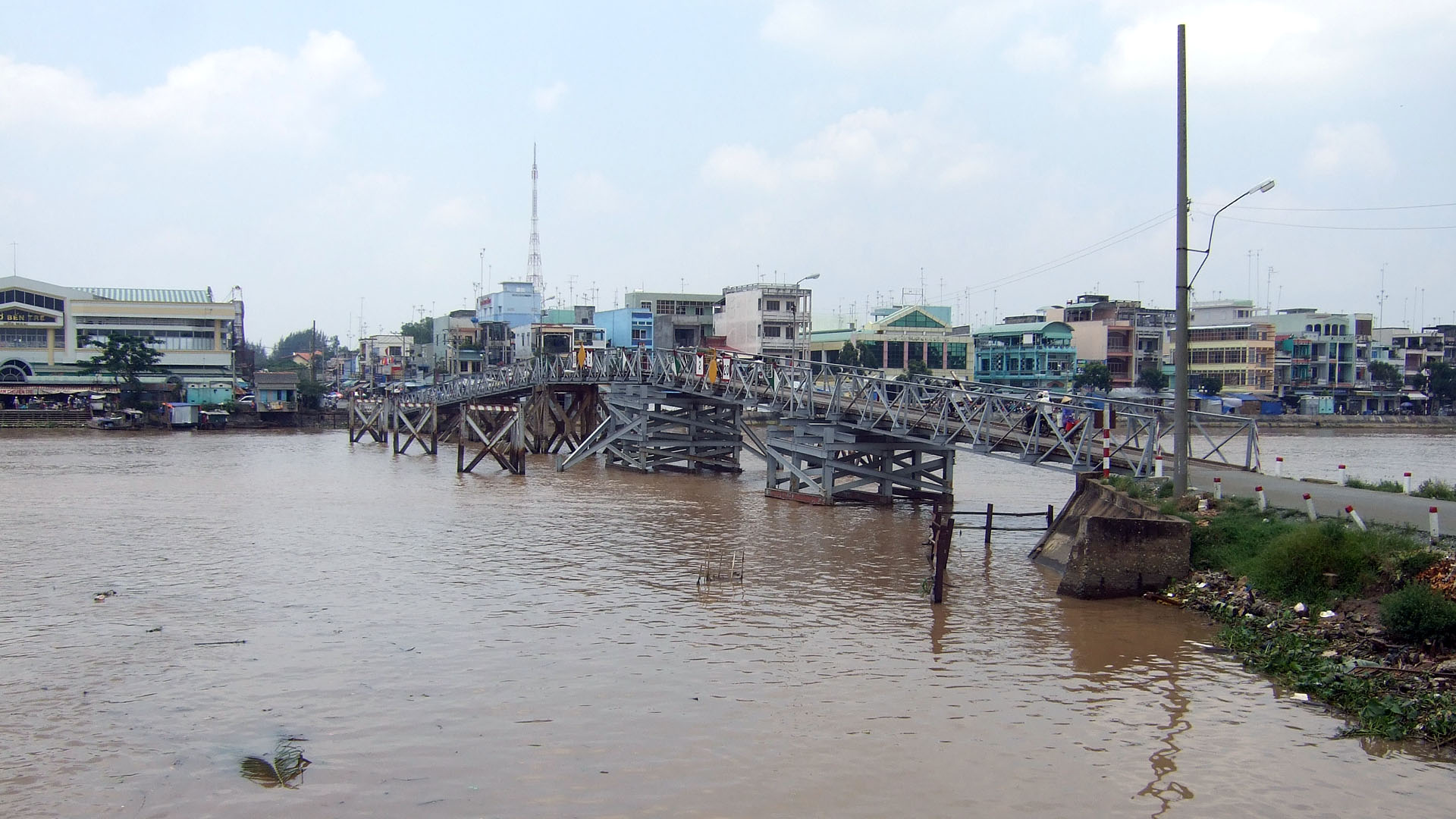
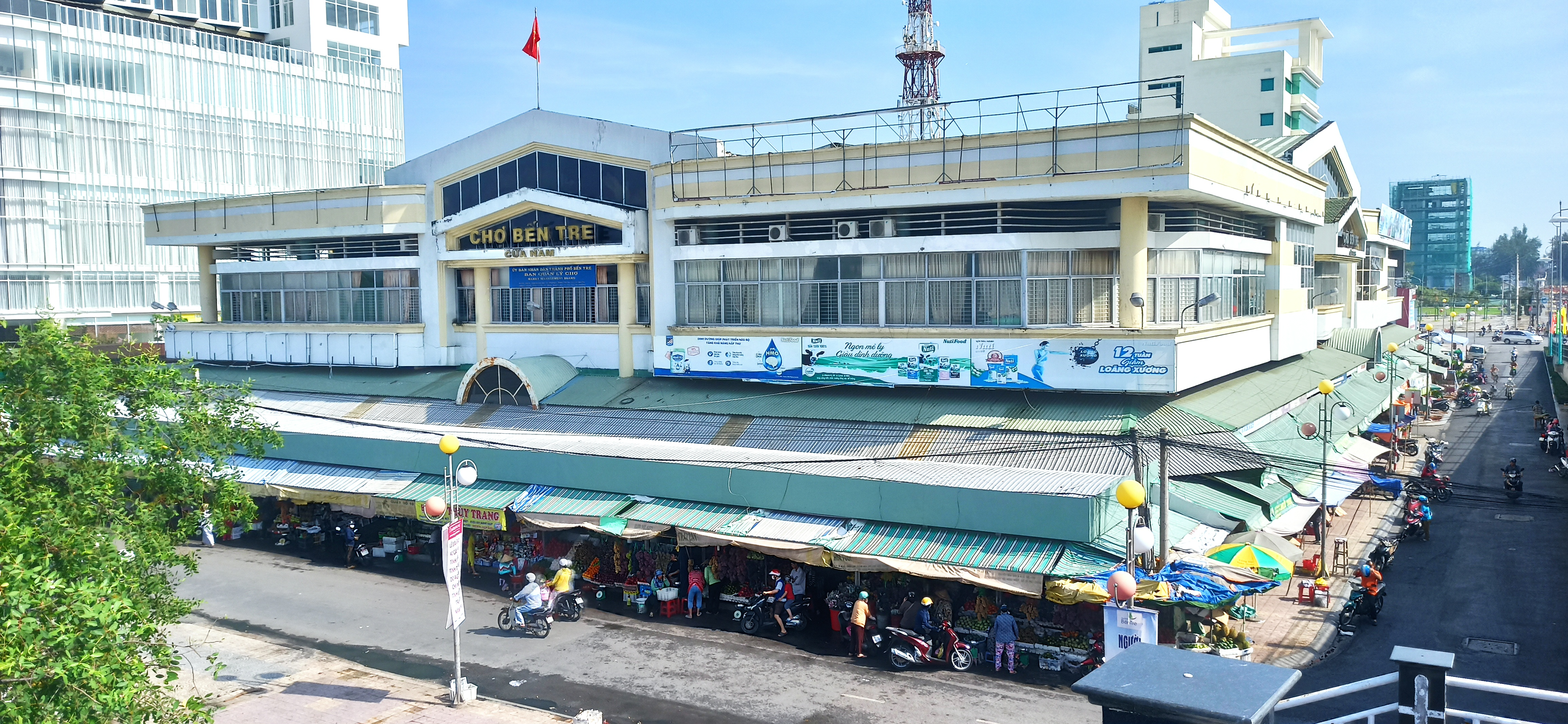
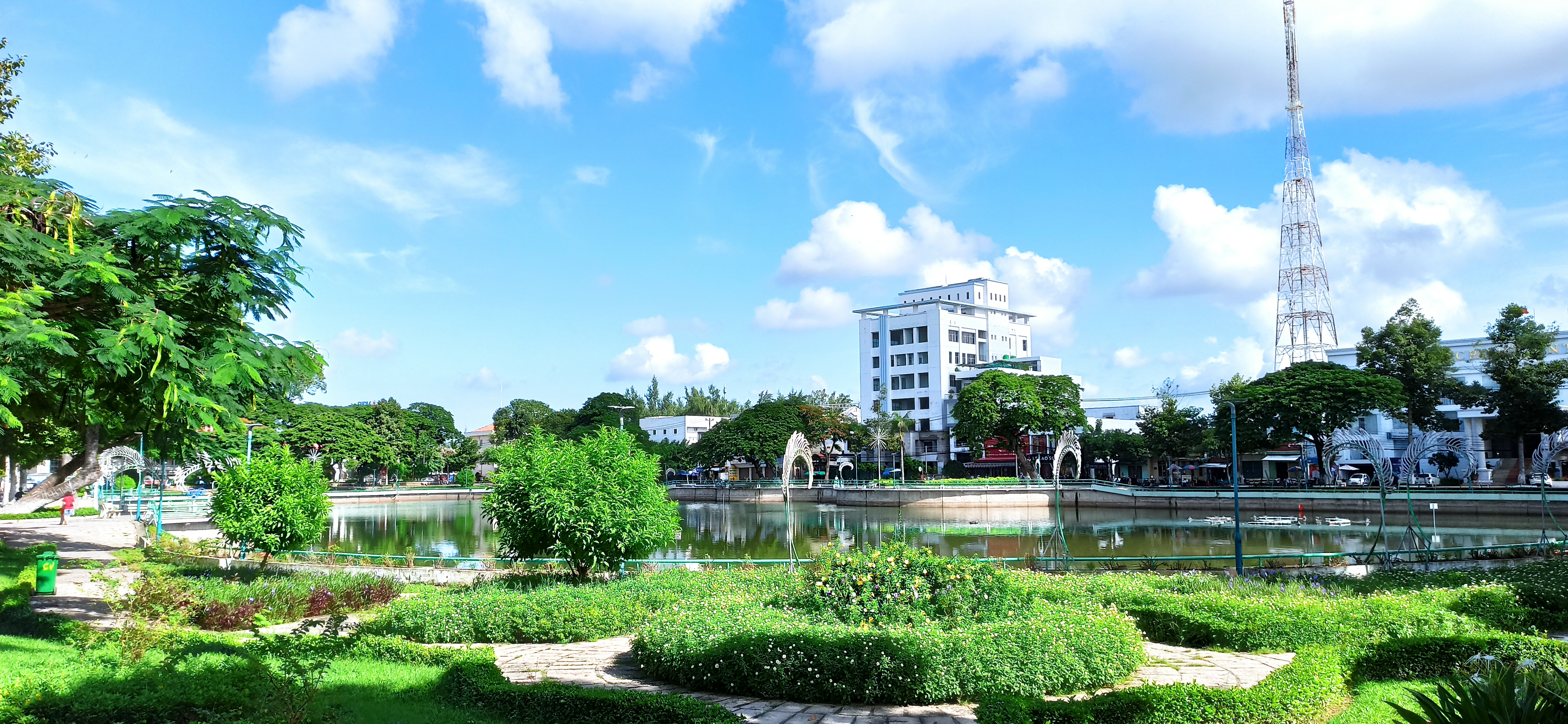
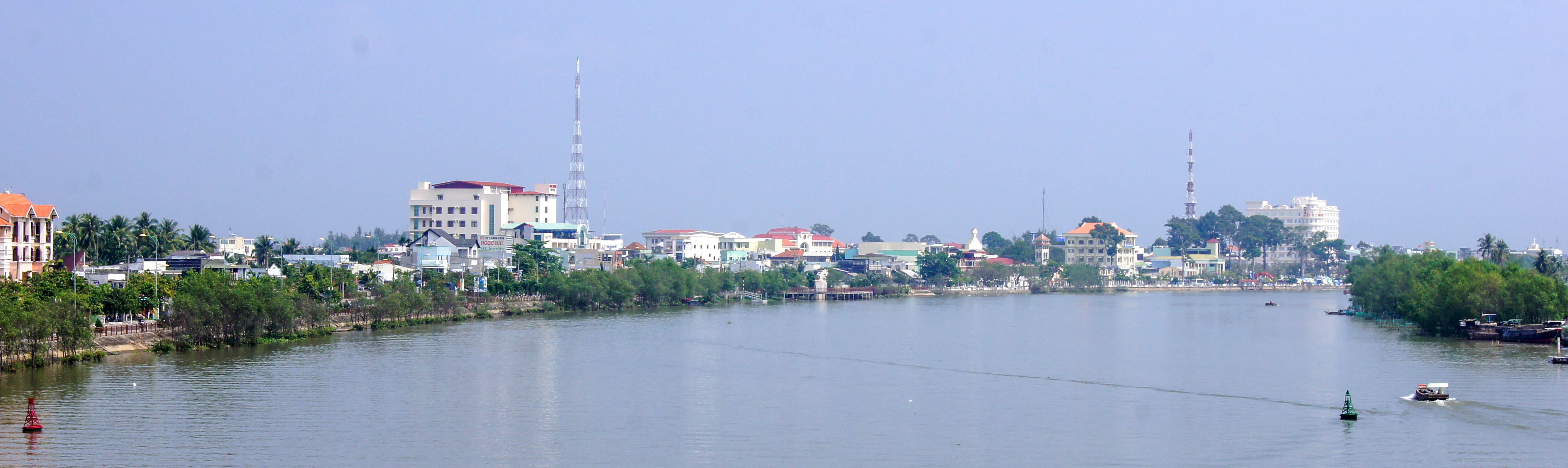